# Afrotyphlops fornasinii
Afrotyphlops fornasinii là một loài rắn trong họ Typhlopidae. Loài này được Bianconi mô tả khoa học đầu tiên năm 1847.